# 王东洲
王东洲（1949年11月—2016年5月9日），男，汉族，河南杞县人，中华人民共和国政治人物。四川大学中文系干部专修班专业毕业。

## 生平
1969年1月参加工作。1973年4月加入中国共产党。历任四川省江油县插队知青，解放军某部侦察员、政治处书记、连政治指导员，四川省政协办公厅秘书处干事、副处长，中共广汉市委副书记兼纪委书记，四川省政协办公厅研究室主任、四川省政协副秘书长，中共自贡市委副书记、市长、市委书记、市人大常委会主任，中共四川省委、四川省人民政府副秘书长，省政府办公厅副主任、主任，省政府副秘书长、办公厅主任、秘书长，成都市人大常委会主任等职务。2008年，当选第十一届全国人民代表大会四川地区代表。2013年，当选第十二届全国人民代表大会四川地区代表。2013年8月退休。
2016年5月9日，在成都逝世，其全国人大代表资格自然终止。